# Калпунар
„Калпунар“ е защитена местност в землището на Кочово. Представлява ливада с площ от 12 ха. Създадена е на 3 юли 1970 г., с цел опазване на естествено находище на блатно кокиче (Leucojum aestivum).